# Anniceride di Cirene
Anniceride di Cirene (in greco antico: Ἀννίκερις?, Anníkeris; fl. IV-III secolo a.C.) è stato un filosofo greco antico, cirenaico, vissuto tra il IV e il III secolo a.C.
Allievo di Parebate, appartenne alla scuola filosofica di Cirene se pure non fu il fondatore di una propria scuola, detta degli "Annicerii". Non avrebbe riconosciuto un fine cui sarebbe soggetta la vita umana e avrebbe teorizzato il valore del piacere, tanto materiale che spirituale: se i piaceri del corpo vanno goduti nel breve momento in cui si producono, quelli dello spirito si prolungano tutta la vita e costituiscono un conforto ai dolori del corpo.
Non è da confondersi con l'atleta olimpico libico Anniceride, di cui testimonia Diogene Laerzio (III, 20), colui che riscattò Platone che rischiava di essere condannato a morte a Egina di ritorno dal primo viaggio a Siracusa.

## Edizioni
- G. Giannantoni, I Cirenaici, Firenze, 1958
- Socratis et Socraticorum Reliquiae, Napoli, 1990